# Transmisyjny mikroskop elektronowy
Transmisyjny mikroskop elektronowy (TEM, z ang. transmission electron microscope) – rejestrowane są elektrony przechodzące przez próbkę. Próbką w takim mikroskopie musi być cienka płytka o grubości rzędu setek nanometrów. Przygotowanie takiej próbki jest trudne i znacznie ogranicza zastosowania mikroskopu.

## Zasada działania

Uproszczony schemat transmisyjnego mikroskopu elektronowego

Najważniejszym elementem transmisyjnego mikroskopu elektronowego jest kolumna mikroskopu (1), która zawiera działo elektronowe (2) wytwarzające (np. w wyniku termoemisji lub emisji polowej) wiązkę elektronów (3). Wstępnie uformowana wiązka elektronów w obszarze pomiędzy katodą (4) i anodą (5) zostaje rozpędzona uzyskując energię:
E = eU, gdzie e jest ładunkiem elektronu, a U napięciem między katodą i anodą.
Zwiększenie napięcia pozwala na zwiększenie pędu elektronów, co zmniejsza długości fali. Przykładowo, gdy napięcie przyspieszające U = 300 kV, wtedy długość fali elektronów λ = 0,00197 nm. Dla takiego napięcia prędkość elektronów w kolumnie mikroskopu v = 0,776 c, gdzie c jest prędkością światła w próżni. Aby elektrony mogły przebyć drogę od działa elektronowego do ekranu konieczne jest utrzymywanie w kolumnie bardzo wysokiej próżni. Soczewkom optycznym odpowiada odpowiednio ukształtowane pole magnetyczne zmieniające bieg elektronów w cewkach ogniskujących (6). Istotną zaletą soczewek magnetycznych jest możliwość płynnej zmiany ich ogniskowych przez regulację natężenia prądu przypływającego przez soczewkę.
Gdy rozpędzona wiązka elektronów pada na preparat, zachodzi szereg efektów, które są wykorzystywane w różnych urządzeniach badawczych. W przypadku dostatecznie cienkich preparatów część elektronów przechodzi przez preparat (7) i jest wykorzystywana w transmisyjnych mikroskopach elektronowych.
Elektrony mogą być odbite od preparatu lub mogą wybijać z preparatu elektrony zwane wtórnymi. Te dwa rodzaje elektronów wykorzystuje się w mikroskopach odbiciowych. Elektrony padające na preparat mogą ponadto wzbudzać elektrony atomów badanej próbki, które następnie emitują rentgenowskie promieniowanie charakterystyczne dla atomów próbki. Wiele mikroskopów elektronowych, zarówno transmisyjnych, jak i skaningowych, wyposażonych jest w jeden lub kilka spektrometrów EDS (z ang. energy dispersive X-ray spectroscopy) lub WDS (z ang. wavelength dispersive X-ray spectrometry), pozwalających na wykonanie analizy składu chemicznego próbki.
Wiązka elektronowa po przejściu przez preparat może być kształtowana podobnie jak promienie świetlne, z wykorzystaniem układu obiektyw (8) – okular (9). W przypadku elektronów zamiast szklanych elementów optycznych wykorzystywane są cewki zmieniające bieg naładowanych cząstek. Mikroskop może pracować w trybie obrazu wówczas wiązka tworzy obraz preparatu na detektorze (10). Mikroskop pracujący w trybie dyfrakcji może nie mieć cewek obiektywu i okularu, obraz tworzą elektrony w wyniku zjawiska dyfrakcji na strukturze próbki. W pierwszych konstrukcjach detektor był ekranem elektronoluminescencyjnym (obecnie też stosowane), w obecnych konstrukcjach detektor w postaci matrycy CCD, pobudzanej elektronami, umożliwia odczytanie obrazu jako sygnałów elektrycznych, a odpowiednia aparatura pomiarowa pozwala na zapisywanie informacji i tworzenie obrazu próbki.

## Obrazowanie 3D w mikroskopie TEM
Znane są metody rekonstruowania obrazów 3D za pomocą transmisyjnego mikroskopu elektronowego. Głównym powodem dla którego zaczęto wykonywać takie badania jest przewaga mikroskopu transmisyjnego nad mikroskopem skaningowym pod kątem rozdzielczości. Metoda ta polega na wykonaniu wielu obrazów próbki w TEM pod różnymi kątami w zakresie od +70° do –70° i za pomocą dodatkowego oprogramowania komputerowego wykonuje się złożenie wielu obrazów w tomogram.